# Сальникова, Людмила Сергеевна
Людмила Сергеевна Сальникова (род. 11 ноября 1955, Москва) — российский специалист по управлению коммуникациями, кандидат социологических наук, доцент. Научный руководитель программ Школы бизнеса и международных компетенций МГИМО. Является автором первого в России учебника по репутационному менеджменту «Репутационный менеджмент. Современные подходы и технологии». Член союза журналистов с 1993 года, редакционного совета журнала «Служба PR» и жюри конкурса «Пресс-служба года».

## Биография
В 1979 году закончила Московский государственный университет, экономический факультет. С 1993 года занимается связями с общественностью. С 1993 по 1997 год работала директором проектов в международном PR-агентстве Burson-Marsteller. Проходила профессиональную подготовку по следующим программам:
- Industrial and commercial training (JCAP): основы рыночной экономики, изучение медийного бизнеса, Британский совет и Британский промышленный союз, Лондон (Лютонский университет), Глазго (Издательский дом Daily records[англ.]).[5].
- Public Relations Skills and Theory — углубленный курс по теории и практике связей с общественностью Burson & Marsteller International, Нью-Йорк и Вашингтон.
- European series (Британский Совет, Европейский Союз): серия деловых семинаров и тренингов.

В 2003 году открыла собственное коммуникационное агентство L.S. Consulting. Автор книг по управлению репутации и многочисленных публикаций в профильных журналах.
Учебное пособие «Репутация в российском бизнесе: технологии создания и укрепления» является лауреатом Всероссийского конкурса «Пресс-служба года-2008»..
В 2014 году учебник Людмилы Сальниковой «Репутационный менеджмент: современные подходы и технологии» был награждён премией АКАР как лучший учебник в области рекламы, связей с общественностью и смежных специальностей.
В 2016 году учебник Людмилы Сальниковой «Современные коммуникационные технологии в бизнесе» получил диплом Национальной премии в области развития общественных связей «Серебряный лучник» в номинации «Лучшая работа о развитии общественных связей».
Книга Людмилы Сальниковой «Деловая репутация — как создать и укрепить», вошла в Топ-лист 2016 Международной ярмарки интеллектуальной литературы Non/fiction 2016.

## Публикации
Автор 14 книг и учебников по управлению репутацией, более 150 публикаций в научных, профессиональных и деловых СМИ. В 2020 году презентовала учебное пособие «Стратегические коммуникации в цифровую эпоху. Новые технологии» в Ассоциации менеджеров.